# Calliphora loewi
Calliphora loewi är en tvåvingeart som beskrevs av Günther Enderlein 1903. Calliphora loewi ingår i släktet Calliphora och familjen spyflugor. Arten är reproducerande i Sverige. Inga underarter finns listade i Catalogue of Life.